# District de Bozhou
Le xian de Zunyi (遵义县 ; pinyin : Zūnyì Xiàn) est un district administratif du centre de la province du Guizhou en Chine. Il est placé sous la juridiction de la ville-préfecture de Zunyi.

## Démographie
La population du district était de 1 296 484 habitants en 1999.